# Leptodesmus pubescens
Leptodesmus pubescens är en mångfotingart som beskrevs av Christoph D. Schubart 1954. Leptodesmus pubescens ingår i släktet Leptodesmus och familjen Chelodesmidae. Inga underarter finns listade i Catalogue of Life.